# Römisch-katholische Kirche in Schweden
Die römisch-katholische Kirche in Schweden ist eine Diaspora-Kirche. Nur 1,2 % der schwedischen Bevölkerung ist katholisch.

## Geschichte
Über das Verbot des katholischen Glaubens im Verlauf der Reformation hinaus wurde 1617 in Schweden die Todesstrafe für Katholiken eingeführt; nur Ausländer waren davon ausgenommen. Ab 1781 war es Katholiken wieder erlaubt, ihren Glauben öffentlich zu praktizieren. Der erste Apostolische Vikar für Schweden wurde 1783 der Abt Nikolaus Oster. Zur Situation in Stockholm stellte 1833 der Apostolische Vikar Jakob Studach fest: „Keine Kirche, keine Schule, keine Lehrer, kein Gebetbuch, keine Katechese – nur eine immer kleiner werdende Gemeinde und 26 arme Kinder, die zu versorgen sind.“ Erst 1953 konnte das erste und bis dato einzige Bistum errichtet werden.
Mit der Aufnahme diplomatischer Beziehungen zwischen Schweden und dem Heiligen Stuhl wurde am 2. Oktober 1982 eine Apostolische Nuntiatur errichtet. Apostolischer Nuntius ist seit dem 9. November 2022 Erzbischof Julio Murat.

## Bistum Stockholm
Das Bistum Stockholm (lat. Dioecesis Holmiensis) erstreckt sich über 447.435 km², was der Staatsfläche des Königreichs Schweden entspricht. In ihm lebten 2024 etwa 130.000 Katholiken in 44 Pfarreien. Rund die Hälfte von ihnen sind Einwanderer. Die Katholiken wurden 2024 von 178 Priestern pastoral betreut, davon sind etwa die Hälfte Diözesanpriester. In der Pastoral wirkten außerdem 164 Ordensschwestern und etwa ein Dutzend Diakone.
Seit dem 17. November 1998 ist als erster Schwede der Karmelit Anders Arborelius OCD Bischof von Stockholm. Er wurde 2017 von Papst Franziskus zum ersten schwedischen Kardinal erhoben. Der Bischof von Stockholm gehört der Nordischen Bischofskonferenz an.